# Usher
Usher — дебютний альбом американського співака Ашера, випущений 30 серпня 1994 за посередництва лейблів Arista Records і LaFace Records. Платівка розійшлася тиражем в 500 000 копій.
Відповідно до офіційного сайтом співака, він є співавтором 4 з 14 пісень на альбомі.
Синглами з альбому стали пісні «Can U Get Wit It», «Think of You» и «The Many Ways». 

## Список композицій
1. "I'll Make It Right" (Alex Richbourg) – 4:50
2. "Interlude 1" (Carl "Chucky" Thompson) – 0:39
3. «Can U Get Wit It» (Devante Swing) – 4:55
4. «Think of You» (Carl "Chucky Thompson) – 3:51
5. "Crazy"  (Brian Alexander Morgan) – 5:15
6. "Slow Love" (Albert Brown, Isaiah Lee) – 4:58
7. «The Many Ways» (Albert Brown, Dave Hall) – 5:43
8. "I'll Show You Love" (Alex Richbourg, Charles Bobbitt, Fred Wesley & James Brown) – 4:43
9. "Interlude 2 (Can't Stop)" (Carl "Chucky" Thompson) – 2:42
10. "Love Was Here" (Albert Brown & Kiyamma Griffin) – 5:37
11. "Whispers" (Darryl Pearson & Devante Swing) – 5:17
12. "You Took My Heart"  (Edward Ferrell & Kenneth Tonge) – 5:12
13. "Smile Again" (Herb Middleton) – 4:37
14. "Final Goodbye" (Dave Hall) – 5:00

## Хіт-паради
| Хіт-парад (1995)                      | Джерело   | Позиція |
| ------------------------------------- | --------- | ------- |
| U.S. Billboard 200                    | Billboard | 167     |
| U.S. Billboard Top R&B/Hip-Hop Albums | Billboard | 25      |